# Elżbieta Piekacz
Elżbieta Piekacz (ur. 1 lipca 1972 we Zabrzu) – polska aktorka teatralna i filmowa.

## Życiorys
W 1995 roku ukończyła studia na Wydziale Lalkarskim PWST we Wrocławiu. Występowała w następujących teatrach:
- Teatr Nowy w Łodzi (1995-96)
- Teatr Dramatyczny w Warszawie (1997)
- Teatr Narodowy w Warszawie (1998)
- Teatr Sceny Prezentacje w Warszawie (1999)

## Filmografia
- 1997: Krok − ekspert
- 1999: Z pianką czy bez − kobieta z zarządu rady mieszkańców
- 2000: Sukces
- 2000: Portret podwójny − Ewa Kopacz
- 2000: Egoiści − pielęgniarka
- 2000: Dom − pielęgniarka na oddziale dializ (odc. 22)
- 2003: Zaginiona − członek sekty Raj

## Teatr Telewizji
Wystąpiła w kilku spektaklach Teatru telewizji. Zagrała główną rolę m.in. w spektaklu "Dziecko" (1999r., jako Agnieszka).

## Nagrody i odznaczenia
- Nagroda aktorska za najlepszą rolę żeńską (film Portret podwójny) przyznana podczas KSF "Młodzi i Film" w Koszalinie (2001).